# Gövättnerna
Gövättnerna är en sjö i Mölndals kommun i Halland och ingår i Kungsbackaåns huvudavrinningsområde.